# Erica incarnata
Erica incarnata är en ljungväxtart som beskrevs av Carl Peter Thunberg. Erica incarnata ingår i släktet klockljungssläktet, och familjen ljungväxter. Inga underarter finns listade i Catalogue of Life.